# La Cruz, Morelos, Mexiko
La Cruz är en ort i kommunen Morelos i delstaten Mexiko i Mexiko. Samhället hade 754 invånare vid folkräkningen år 2020.